# 실용음악
게브라우스무지크(독일어: Gebrauchsmusik)는 실용 음악을 뜻하는 독일어 용어로, 그 자체로 존재하는 것이 아니라 어떤 특정한 식별 가능한 목적을 위해 작곡된 음악을 말한다. 이 목적은 정치 집회나 군사 의식과 같은 특정 역사적 사건일 수도 있고, 춤을 위한 음악이나 아마추어 또는 학생들이 연주할 수 있도록 작곡된 음악처럼 더 일반적인 것일 수도 있다.
작곡가 파울 힌데미트가 이 표현과 가장 밀접하게 연관된 인물이지만, 이 용어는 작곡의 영역이라기보다는 음악학의 영역에서 만들어진 것으로 보인다. 19세기 말과 20세기 초에 현대 음악학이라는 학문 분야는 주로 독일 학자들에 의해 정립되었는데, 이들은 형식적 발전과 전기적 데이터뿐만 아니라 역사 전반에 걸친 음악의 사회정치적 위치, 그리고 음악과 음악가들이 사회 전반과 맺는 관계에도 관심을 가졌다.

## 파울 네틀의 춤곡에 대한 견해
아마도 게브라우스무지크라는 단어를 사용한 최초의 음악학자는 파울 네틀이었을 것이다. 그는 이 단어를 17세기 춤곡 중 실제로 춤을 추기 위해 사용된 것과 춤곡 형식으로 쓰였지만 실제로는 감상만을 위한 추상 음악 사이의 이분법 중 절반을 지칭하는 데 사용했다 (확장하자면, 이러한 이중성은 특정 목적을 위한 음악인 게브라우스무지크와 감상의 즐거움이나 교화 외에 다른 목적이 없는 음악인 포르트락스무지크(Vortragsmusik) 사이의 이분법에 적용되었다).
네틀은 이러한 춤곡의 이중 발전론에 도달했는데, 그가 관찰한 바에 따르면 세기가 진행되면서 그러한 작품들은 단순한 실용성을 넘어 청중의 완전한 주의를 기울이는 것을 예상하는 듯한 양식적, 형식적 장치들을 사용하기 시작했다. 이 시기에 등장한 이분법적 춤곡 형식은 이국적인 조성의 으뜸음화 증가, 더욱 명시적이고 강조된 으뜸음-딸림음 조성 축, 정교한 장식의 섬세함과 같은 특징들을 보여주었는데, 이 모든 것은 신체 활동의 리듬 반주만을 목적으로 하는 음악에서는 불필요해 보일 수 있다. 개별 악장들의 이러한 발전 외에도, 이들은 점점 더 확장되고 양식화된 모음곡으로 구성되었고, 이는 당시의 다른 기악 형식들과 매우 유사했다. 실제로, 완성된 실내 소나타는 당시의 춤 모음곡과 거의 구별할 수 없다.
네틀은 이러한 상황에서 주로 무용수들을 위한 음악과 주로 예술의 이상을 위한 음악 사이의 명확한 구분을 보았다. 그러나 이러한 구분을 명확히 하면서도 네틀은 실용 음악이 예술적으로 중요하지 않다는 것을 의미하지 않았다. 대신 그는 예술적 발전의 촉매제로서 사회적 필요나 욕구의 중요성을 지적했다.

## 하인리히 베셀러의 논지
2년 후, 하인리히 베셀러는 역시 17세기 모음곡(Beiträge zur Stilgeschichte der deutschen Suite im 17. Jahrhundert)을 논하면서, 한 걸음 더 나아가 그러한 실용 음악이 예술적으로는 아닐지라도 사회적으로는 우월하다고 시사했다. 베셀러에게 춤곡에 대한 "미학적 접근"(독일어: Zugangsweise)은 단순한 감상이 아니라 연주, 춤, 심지어 함께 노래하는 것과 같은 참여를 통해 얻어졌다. 그는 중세 모테트에 대한 1925년 논문에서 이 논지를 더 자세히 설명했는데, 여기서 그는 그러한 작품들이 청취자의 즐거움을 위해 고안된 것이 아니라 오직 헌신적인 목적만을 염두에 두고 있었으며, 이 목적은 연주든 기도든 참여를 통해서만 충족될 것이라고 제안했다. 이러한 주장을 하면서 베셀러는 모든 음악을 두 가지 명확한 범주로 나누려고 했으며, 하나에는 게브라우스무지크라는 단어를 계속 사용하고 이를 토속어에 비유했으며, 다른 하나에는 네틀의 단어를 에이겐슈텐디게 무지크(eigenständige Musik)—독자적이거나 자율적인 음악—으로 대체했다. 베셀러는 마르틴 하이데거 밑에서 철학을 공부했으며, 이러한 음악적 이중성이 자율적인 것과 특정 목적을 위한 것에 대해 하이데거의 "사물"과 "장비" 사이의 구분을 반영한다고 생각했다.

## 정치화와 쇠퇴
독일의 1920년대와 1930년대 음악 문화에서 확고하게 자리 잡은 것은 바로 베셀러의 이러한 개념이었고, 이 개념은 해당 영역 내에서 논란의 대상이 되었으며 심지어 정치 이념으로까지 확대되었다. 이러한 구분은 음악에서 항상 존재해 왔으며, 일부 작품은 항상 특정 목적을 위해 작곡되었고 다른 작품은 그렇지 않았다는 사실(아마도 르네상스 이후로는 확실히)은 역사적 상황에 대한 연구를 바탕으로 개념을 정립한 베셀러와 네틀의 연구를 통해 증명된다. 그럼에도 불구하고, 음악학적으로 고안된 용어인 게브라우스무지크는 어찌 된 일인지 근대적인 정치 행정의 개념으로 해석되기에 이르렀다. 일부 작곡가와 정부 관리들은 대규모 축제에서 아마추어와 젊은이들이 연주할 수 있는 공동체 음악의 필요성을 인식했다. 오래된 독일의 공동체 합창 전통은 이러한 충동으로부터 큰 혜택을 보았다. 파울 힌데미트, 쿠르트 바일 등 많은 이들이 신생 바이마르 공화국이 붕괴를 막으려 노력하는 동안 그러한 의도를 염두에 두고 작품을 기여했다. 그러나 힌데미트가 대부분 정치적으로는 무관심했던 반면, 바일은 공공연한 좌파였다는 점을 관찰하면 이 운동의 정치적 성격보다는 문화적 성격이 더 강하다는 것을 알 수 있다. 작곡가들은 정치적 견해와 관계없이 처음에는 게브라우스무지크 개념에 대체로 찬성했는데, 이는 특정 목적에 맞춘 작품에 대한 인정된 필요와 욕구가 그러한 작품에 대한 지속적인 요구로 이어질 것이기 때문이었다. 정치적 영역의 모든 투쟁자들은 공동체 음악 만들기가 독일 국민을 각자의 의제 뒤에 단결시키는 잠재적인 접착제가 될 수 있다고 보았다. 그들에게 수사를 쏟아붓는 흔히 낭비되는 노력을 들이기보다는, 좌파와 우파 모두 단순히 대중을 장관으로 경외하게 하고 예술의 황홀경에 빠뜨릴 수 있었다. 우파는 자신들의 우세가 시작되면서 게브라우스무지크를 도구로 삼았는데, 이는 아마도 십 년이 진행되고 가장 중요한 독일 예술가와 사상가들이 더 우호적인 장소로 떠나면서 후자가 신뢰를 잃고 버려지게 된 주요 원인일 것이다.
그러나 이러한 신뢰 상실의 두 번째 이유는, 특정 작곡가들과 그들의 추종자들에게 대규모 대중을 위한 음악을 작곡하는 것이 대규모 대중의 취향에도 영합해야 할 필요성으로 이어질 것이라는 생각이 들었기 때문이다. 그러한 개념은 존경받고 재정적으로 성공한 프리랜서 작곡가의 시대를 연 루트비히 판 베토벤 시대 이래로 독일에서 공동체 음악과 함께 존재해 온 예술지상주의 이념에 반하는 것이었다. 아르놀트 쇤베르크는 게브라우스무지크가 현재의 적용을 거의 넘어서지 못할 것이지만, 예술만을 위해 다른 목적 없이 작곡된 음악만이 불멸의 기회를 가질 것이라고 썼다. 쇤베르크는 또한 공화국이 끝난 이후, 그리고 확실히 전쟁이 끝난 이후로 그러한 실용 음악에 대한 요구가 점점 줄어들고 있다고 언급했다. 그 결과, 게브라우스무지크의 가장 열렬한 지지자들은 다시 "이상적인 예술가"가 되었다. 앞서, 비평가 테오도어 아도르노는 힌데미트와 다른 게브라우스무지커들의 작품을 "거짓 [사회적] 의식"의 징후라고 불렀고, 감정적 내용이 부족하다고 여겨 전혀 유용하지 않다고 비난했다. 1950년대 후반에 이르러 게브라우스무지크는 거의 보편적으로, 특히 작곡가들 사이에서 모욕적인 용어가 되었다. 힌데미트 자신은 1950년 하버드 강연에서 "분명히 아무런 쓸모를 찾을 수 없는 음악, 즉 쓸모없는 음악은 어쨌든 대중적 고려를 받을 자격이 없으며, 따라서 게브라우스(Gebrauch)는 당연한 것으로 간주된다"고 말하면서 어느 정도 이 용어에서 벗어나려고 노력했으며, 또한 "오늘날까지 이 어리석은 용어와 그에 따른 부도덕한 분류를 없애는 것은 불가능했다"고 말했다.

## 같이 보기
- 표제 음악